# 大觀聲片有限公司
大觀聲片有限公司（英語：The Grandview Film Company, Limited'），是一家香港電影公司，創辦人為舊金山中華會館董事趙俊堯的兒子趙樹燊。
1932年底，粵語片導演關文清受聯華公司總經理羅明佑委託，攜帶《十九路軍抗敵光榮史》紀錄片前往美國公映，在舊金山結識趙樹燊，隨即在1933年創辦大觀聲片有限公司，之後趙與羅明佑商談將大觀作為聯華公司海外機構，未果。 1935年，趙樹燊將大觀公司移至香港註冊，註冊名稱為大觀聲片有限公司, 創造香港第一個立體聲、彩色、寬銀幕電影公司的歷史，1938年拍攝香港第一部正面宣傳抗戰的影片《最後關頭》。

## 外部連結
- 香港影庫-大觀聲片有限公司 （页面存档备份，存于）